# Добромир Хрс
Добромир Хрс је био обласни господар у Македонији на прелазу са XII на XIII век. Познат нам је из дела византијског историчара Никите Хонијата, који је у свом историјском делу (Nicetae Choniatae Historia I—II, ed. J.A. van Dieten, Berolini 1975) описао неуспешни поход који су Византинци предузели против њега 1198. године.

## Биографија

### Између Бугарске и Византије
У време када су браћа Асен и Петар подигли устанак у Трнову (1185), у Македонији се појавио бојар Добромир Хрс. Према Петру Мутафчијеву, послао га је Асен да подигне локално бугарско становништво на устанак. Према подацима Никите Хонијата, Хрс је на челу пет стотина својих сународника заузео Струмицу, из које је почео да јуриша и осваја околне земље. Не само да не поступа у договору са устаницима у Тарнову, већ и против њих ступа у савез са Византијом. Након тога, Хрс је променио своју политику и кренуо у рат против Византије. Око 1193. године ухваћен је и бачен у тамницу. Успеси побуњених Бугара приморали су цара Алексија III Анђела да ослободи Добромира Хрса и врати му посед, рачунајући да ће се он успешно одупрети својим сународницима (око 1196. године). Да би га трајно везао за себе, цар га је оженио ћерком свог рођака Манојла Камица.

### Савез са царем Калојаном
Искористивши цареве невоље у Малој Азији, Хрс се убрзо по ослобођењу поново осамосталио.
Заузевши напуштени Просек код реке Вардар, претворио га је у неосвојиву тврђаву из које је кренуо у нападе на суседне територије.
Године 1197. Калојан је ступио на престо у Тарнову. Ушао је у савез са самосталним феудалцима Добромиром Хрсом и Иванком. Исте године цар Алексије III Анђел је кренуо против Хриса, али је убрзо распустио своје трупе и вратио се у Цариград. Разлози су непознати.

### Други поход цара против Хрса
Године 1199. цар Алексије III Анђео је кренуо ка поседима Хрса. Уместо да саслуша своје саветнике и прво освоји мање тврђаве, лишивши тако Хрса подршке и снабдевања, цар је кренуо право на Просек. Приликом првог јуришања на тврђаву освојено је додатно утврђење које је Хрс подигао на најрањивијој тачки одбрамбеног система – улазу. Покушај поткопавања зидина тврђаве завршио се са много материјалних губитака за Византинце. Цар обуставља напад да сачека машине за подривање, које још нису стигле. Следећег дана напади Грка су одбијени. Катапулти су изазвали хаос у византинским редовима. Ноћу су Бугари кроз тајни пролаз изашли из тврђаве и напали уснуле Византинце, уништивши многе катапулте који су се налазили на брдима око Просека. Избегавши ноћну стражу, они су се инфилтрирали у логор Византинаца и опљачкали шатор протовестијара Јована, који је побегао. Враћајући се у тврђаву, Бугари су наставили да уливају страх у непријатеља бацајући празну бурад у провалију, стварајући илузију да немилосрдно погубљују заробљенике.
Сутрадан је цар, губећи наду да може да се обрачуна са Хрсом, ступио је са њим у преговоре и признао му поседе око Просека и Струмице. Склопљен је брак између Хрса и цареве рођаке, која се у ту сврху развела од свог мужа. Ово је ћерка протостратора Манојла Камица, царевог рођака.

## Хрс и Камица
Цар Алексије III је 1200. године, послао протостратора Манојла Камица против Иванка, али је он ухваћен и предат цару Калојану. После царевог одбијања да откупи свог рођака, цар га је предао Добромиру Хрсу, који му је изгледа био зет.
Хрс је 1201. године, прекинуо мир са царем и у савезу са Камицом заузео Прилеп, Битољ и друге тврђаве у Македонији. Војске и једног и другог продрле су у Тесалију, претећи да ће заузети знатан део царских земаља. Византинци су кренули против њих, идући прво на Камица. Рат је тежак и одужио се. Пошто није добио помоћ од прозегијског владара, Камица је поражен и отеран у Тесалију, а потом и одатле прогнан. Хрс је водио преговоре са царем, а 1202. године, Добромир Хрс је склопио мир, узевши нову жену племићког порекла – то је Теодора, царева унука и удовица Иванка, која је доведена из Византије. Заузврат, Хрс је вратио цару Прилеп и област Пелагонију. Тиме је раскинуо савез са Манојлом Камицом. Није познато шта се догодило са Хрсовом претходном супругом, ћерком Манојла Камица.

### Губитак Струмице
На повратку из Тесалије, цар Алексије III је преварио Хрса тако што је заузео Струмицу 1202. године, док је у исто време склопио мир са царем Калојаном.
Након заузимања Струмице, Хрс нестаје из историјских извора. Према монографији Томаша Томова, Добромир Хрс је задржао Просек, где се повукао, позивајући се на податке у говорима Хрисоверга. Историчар Петар Мутафчијев тврди да је тада Просек постао посед цара Калојана, јер је тамо око 1205. године ушао калојански војсковођа Ециусмен (Чесмен). Исто сугерише да је између бугарског цара и цара Алексија III постојао споразум о уклањању Хрса и подели његових поседа између њих. Мутафчијев се ослања на неке наговештаје у "Историји" Никите Хонијата, према којима је цар Алексије III надмудрио Хрса и помирио се са Калојаном.

## Опсада Просека
Византинци су 1198. године преузели поход против обласног господара Добромира Хрса, који се утврдио у тешко приступачном граду Просеку на реци Вардару, тврђави налик на орловско гнездо.
У почетку су постизали извесне резултате јер су потиснули браниоце са спољног бедема. Ипак, за одлучујући успех нападачима су недостајале опсадне справе, што је остварење тог подухвата чинило практично немогућим. Стога су се Византинци повукли како би већ следећег дана наставили започету опсаду. Међутим, људи Добромира Хрса су под окриљем мрака, извели успешан ноћни напад. О томе је Никита Хонијат забележио следеће: 
Изашавши кришом ноћу из тврђаве, варвари разбише справе које су Ромеји по тамошњим брежуљцима били поставили и заробише заплашену ноћну стражу, која је била побегла до шатора протовестијара Јована, тако да је и сам протовестијар, који је већ био заспао, уплашен одмах скочио из постеље и дао се у бекство бунован и обузет страхом. Разграбивши ствари из шатора, међу којима беше и зелене боје обућа протовестијара, читаву ту ноћ су се изругивали и забављали ромејским предметима. Сем тога, они су и празне винске каце пуштали одозго из шибља и војску, која није знала шта се у мраку дешава, буком застрашивали
Неопходно је нагласити да је достојанство протовестијара било веома познато у Византијском царству и да су они који су носили ову титулу имали право да носе одећу зелене боје. Тако је обласни господар Добромир Хрс овом прилико не само осујетио напад Византинаца него и понизио царску војску.